# タトラ級駆逐艦
| タトラ級駆逐艦     | タトラ級駆逐艦                                                                     |
| ------------------ | ---------------------------------------------------------------------------------- |
| 竣工時の「タトラ」 |                                                                                    |
| 艦級概観           |                                                                                    |
| 艦種               | 駆逐艦                                                                             |
| 艦名               |                                                                                    |
| 前級               | フサール級                                                                         |
| 次級               | 『タトラ』級代艦                                                                   |
| 性能諸元           |                                                                                    |
| 排水量             | 常備：850トン 満載：1,000トン                                                      |
| 全長               | 85.3m                                                                              |
| 全幅               | 7.8m                                                                               |
| 吃水               | 3.0m                                                                               |
| 機関               | ヤーロー式石炭専焼水管缶6基 +AEG・カーチス式直結タービン機関2基2軸推進             |
| 最大出力           | 20,500hp                                                                           |
| 最大速力           | 32.6ノット                                                                         |
| 航続距離           | 12ノット/1,600海里                                                                 |
| 燃料               | 石炭：131トン                                                                      |
| 乗員               | 105名                                                                              |
| 兵装               | スコダ 10cm（47口径）単装砲2基 スコダ 7cm（44口径）単装砲6基 45cm連装魚雷発射管2基 |

タトラ級駆逐艦（タトラきゅうくちくかん、Torpedofahrzeug Tátra-Klasse）は、第一次世界大戦時のオーストリア＝ハンガリー帝国海軍の駆逐艦の艦級。同型艦6隻が建造された。

## 概要
本級はアドリア海を挟んで対峙するイタリア海軍に対抗して建造された駆逐艦である。イギリス海軍のトライバル級駆逐艦の影響を受け、30kt級の速力発揮を目指して主機関に蒸気タービンを採用した。
第一次世界大戦のアドリア海域での戦闘は、高速艦艇や潜水艦によるものが主体となり、本級各艦も各地の機動作戦に使用された。

## 艦形
前級のフサール級駆逐艦は平甲板型船体で、船首甲板を顕著なタートルバック型としていた。本級では凌波性の向上を図り、船体前部を甲板1層分高めた船首楼型とした。
船首楼甲板上に10cm単装主砲1基を搭載。船首楼後端に露天艦橋と簡素な棒檣構造の前檣がある。艦橋後方の上甲板下は缶室区画で、甲板上には4本の煙突と煙管型の通風塔があった。煙突付近の舷側にはボートダビッドが設置され、端艇が係留された。後甲板上には棒檣構造の後檣があった。
2番・4番煙突及び後檣付近両舷の甲板上に、7cm単装砲を片舷3基ずつ計6基配置した。船体後部中心線上には、4番煙突後方に45cm連装魚雷発射管1基、後檣後方に2番10cm単装主砲が配置された。

## 兵装

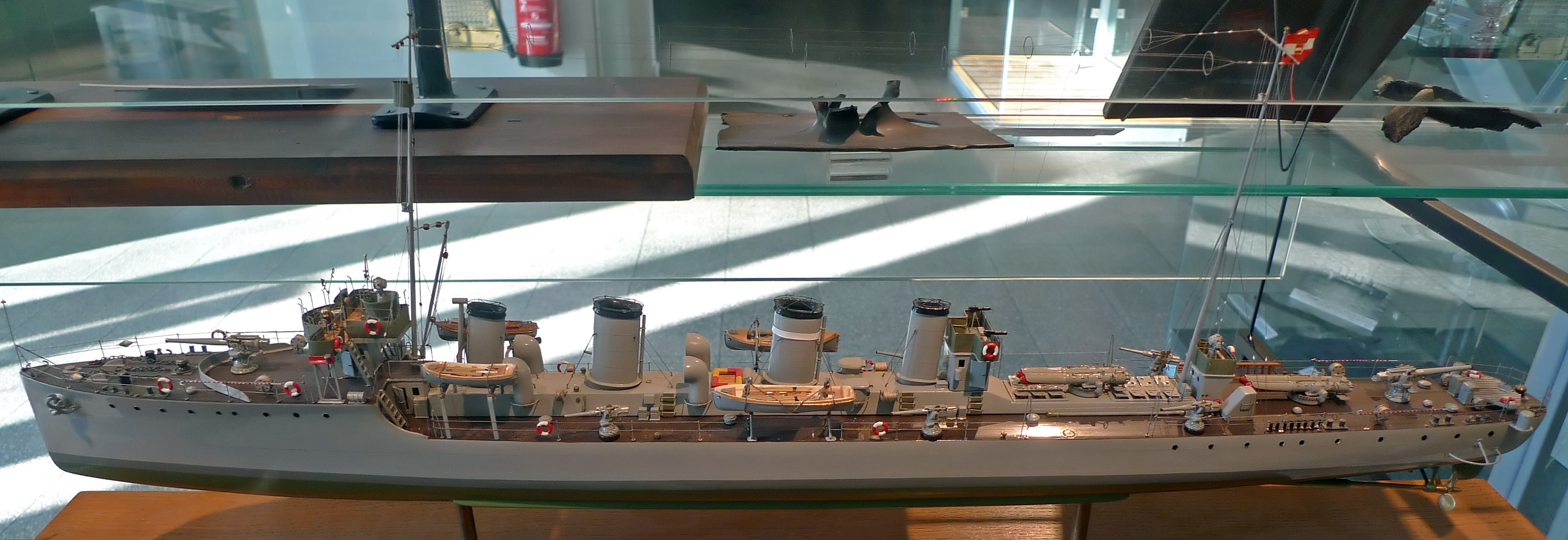
タトラ級の模型。

本級の主砲には、シュコダ社製K11型 10cm（47口径）砲が採用された。この砲は自国の軽巡洋艦「ヘルゴラント級」の主砲にも採用されている。その性能は、26.2kgの砲弾を使用した場合仰角14度で射程11,000mであった。これを防盾の付いた単装砲架で前後甲板に各1基を搭載した。旋回と俯仰は主に人力で行われ、砲身の仰角18度・俯角4度で砲架は左右に180度旋回できたが、実際は上部構造物により射界に制限があった。発射速度は毎分8～10発だった。他に対水雷艇用などのためシュコダ製7cm（44口径）砲6基を搭載した。
水雷兵装として、45cm連装魚雷発射管2基を装備した。

## 機関
本級は、ヤーロー式石炭専焼水管缶6基とAEG・カーチス式直結タービンを採用した。タービン機関2基による2軸推進で最大出力20,500shpを発揮し、最大速力32.6ノットを得た。

## 同型艦
タトラ（Tátra）
ダヌビウス社ポルト・レ工場にて1911年10月起工、1912年11月5日進水、1913年10月就役。1920年9月に賠償艦としてイタリアに譲渡され「ファザーナ（Fasana）」となる。1923年7月に除籍後に解体処分。
チェペル（Csepel）

ダヌビウス社ポルト・レ工場にて1912年1月起工、1912年12月30日進水、1913年12月就役。1920年9月に賠償艦としてイタリアに譲渡され「ムッジャ（Muggia）」となる。1929年3月25日に除籍後に解体処分。
オルイェン（Orjen）
ダヌビウス社ポルト・レ工場にて1912年9月起工、1913年8月26日進水、1914年7月就役。1920年9月に賠償艦としてイタリアに譲渡され「ポーラ（Pola）」となる。1931年4月に「Zenson」と改名、1937年に除籍後に解体処分。
リカ（Lika）
ダヌビウス社ポルト・レ工場にて1912年起工、1913年3月15日進水、1914年8月就役。1915年12月29日に機雷に接触して撃沈。
バラトン（Balaton）
ダヌビウス社ポルト・レ工場にて1911年11月起工、1912年11月16日進水、1913年11月就役。1920年9月に賠償艦としてイタリアに譲渡され「ゼンソン（Zenson）」となる。1923年に除籍後に解体処分。
トリグラフ（Triglav）
ダヌビウス社ポルト・レ工場にて1912年起工、1913年3月15日進水、1914年8月就役。1915年12月29日に触雷。曳航されるも敵出現により放棄され、フランス駆逐艦の攻撃で沈没。